# Patrick Nilan
Patrick Joseph Nilan, né le 30 juin 1941 à Sydney et mort le 10 mai 2024,, est un joueur australien de hockey sur gazon actif dans les années 1960 et 1970. Il est médaillé olympique.

## Biographie
Patrick Nilan fait partie de l'équipe nationale australienne médaillée de bronze aux Jeux olympiques d'été de 1964 à Tokyo et médaillée d'argent aux Jeux olympiques d'été de 1968 à Mexico. Il est aussi cinquième des Jeux olympiques d'été de 1972 à Munich.